# Peridroma ambrosioides
Peridroma ambrosioides là một loài bướm đêm trong họ Noctuidae.